# Heyburn
Heyburn é uma cidade localizada no estado americano de Idaho, no Condado de Minidoka .

## Demografia
Segundo o censo americano de 2000, a sua população era de 2899 habitantes.
Em 2006, foi estimada uma população de 2768, um decréscimo de 131 (-4.5%).

## Geografia
De acordo com o United States Census Bureau tem uma área de
5,0 km², dos quais 5,0 km² cobertos por terra e 0,0 km² cobertos por água.

## Localidades na vizinhança
O diagrama seguinte representa as localidades num raio de 24 km ao redor de Heyburn.